# Clio (geslacht)
Clio is een geslacht van weekdieren uit de klasse Gastropoda (slakken).

## Soorten
- Clio andreae (Boas, 1886)
- Clio bellardii Audenino, 1897 †
- Clio berglundorum Squires, 1989 †
- Clio blinkae A. W. Janssen, 1989 †
- Clio braidensis (Bellardi, 1873) †
- Clio calix (Bellardi, 1873) †
- Clio campylura (Tesh, 1948)
- Clio carinata Audenino, 1897 †
- Clio chaptalii Gray, 1850
- Clio colina A. W. Janssen & Zorn, 2001 †
- Clio convexa (Boas, 1886)
- Clio cuspidata (Bosc, 1801)
- Clio distefanoi Checchia-Rispoli, 1921 †
- Clio fallauxi (Kittl, 1886) †
- Clio ghawdexensis A. W. Janssen, 2003 †
- Clio giulioi A. W. Janssen, 1995 †
- Clio goedertorum Squires, 1989 †
- Clio guidottii Simonelli, 1896 †
- Clio hataii (H. Noda, 1972) †
- Clio ichishiensis (Shibata, 1983) †
- Clio irenae A. W. Janssen, 1989 †
- Clio itoigawai (Shibata, 1983) †
- Clio jacobae A. W. Janssen, 1989 †
- Clio kendacensis P. Jung, 1971 †
- Clio lavayssei Rutsch, 1934 †
- Clio lozoueti Cahuzac & A. W. Janssen, 2010 †
- Clio lucai A. W. Janssen, 2000 †
- Clio merijni A. W. Janssen, 2012 †
- Clio multicostata (Bellardi, 1873) †
- Clio nielseni A. W. Janssen, 1990 †
- Clio oblonga Rampal, 1996 †
- Clio orthotheca (Tesch, 1948)
- Clio pauli A. W. Janssen, 1989 †
- Clio pedemontana (Mayer, 1868) †
- Clio piatkowskii van der Spoel, Schalk & Bleeker, 1992
- Clio polita Pelseneer, 1888
- Clio pulcherrima (Mayer, 1868) †
- Clio pyramidata Linnaeus, 1767
- Clio recurva (Children, 1823)
- Clio ricciolii (Calandrelli, 1844) †
- Clio saccoi Checchia-Rispoli, 1921 †
- Clio scheelei (Munthe, 1888)
- Clio shibatai Ujihara, 1996 †
- Clio sulcosa (Bellardi, 1873) †
- Clio triplicata Audenino, 1899 †
- Clio vasconiensis Cahuzac & A. W. Janssen, 2010 †
- Clio vilis A. W. Janssen, 2012 †

### Nomen dubium
- Clio lamartinieri d'Orbigny, 1841

### Synoniemen
- Clio (Balantium) Children, 1823 => Clio Linnaeus, 1767
  - Clio (Balantium) guidottii Simonelli, 1896 †
  - Clio (Balantium) hataii (H. Noda, 1972) †
  - Clio (Balantium) collina A. W. Janssen & Zorn, 2001 † => Clio colina A. W. Janssen & Zorn, 2001 †
  - Clio (Balantium) lavayssei Rutsch, 1934 † => Clio lavayssei Rutsch, 1934 †
  - Clio (Balantium) recurva (Children, 1823) => Clio recurva (Children, 1823)
- Clio (Bellardiclio) A. W. Janssen, 2004 => Clio Linnaeus, 1767
  - Clio (Bellardiclio) braidensis (Bellardi, 1873) †
  - Clio (Bellardiclio) cuspidata (Bosc, 1801) => Clio cuspidata (Bosc, 1801)
  - Clio (Bellardiclio) oblonga Rampal, 1996 † => Clio oblonga Rampal, 1996 †
- Clio (Clio) Linnaeus, 1767 => Clio Linnaeus, 1767
  - Clio (Clio) pyramidata Linnaeus, 1767 => Clio pyramidataLinnaeus, 1767
- Clio antarctica Dall, 1908 => Clio pyramidata antarctica Dall, 1908 => Clio pyramidata Linnaeus, 1767
- Clio asphaltodes Beets, 1943 † => Diacria mbaensis Ladd, 1934 †
- Clio australis (Bruguière, 1792) => Clione limacina australis (Bruguière, 1792)
- Clio balantium (Rang, 1834) => Clio recurva (Children, 1823)
- Clio borealis (Pallas, 1774) => Clione limacina (Phipps, 1774)
- Clio caralitana Robba & Spano, 1978 † => Clio sulcosa (Bellardi, 1873) †
- Clio caudata Linnaeus, 1767 => Clio pyramidata Linnaeus, 1767
- Clio falcata Pfeffer, 1880 => Clio polita Pelseneer, 1888
- Clio flavescens Gegenbaur, 1855 => Paraclione flavescens (Gegenbaur, 1855)
- Clio garganica Sirna, 1968 † => Clio distefanoi Checchia-Rispoli, 1921 †
- Clio helicina Phipps, 1774 => Limacina helicina (Phipps, 1774)
- Clio kipasiformis Beets, 1943 † => Diacria mbaensis Ladd, 1934 †
- Clio limacina Phipps, 1774 => Clione limacina (Phipps, 1774)
- Clio longicaudata Souleyet, 1852 => Paraclione longicaudata (Souleyet, 1852)
- Clio mediterranea Gegenbaur, 1855 => Cliopsis krohnii Troschel, 1854
- Clio miquelonensis Rang, 1825 => Clione limacina (Phipps, 1774)
- Clio punctata Tesch, 1903 => Fowlerina punctata (Tesch, 1903)
- Clio quadrispinosa Lesson, 1831 => Clio cuspidata (Bosc, 1801)
- Clio retusa Linnaeus, 1767 => Clio pyramidata Linnaeus, 1767
- Clio sulcata (Pfeffer, 1879) => Clio pyramidata f. sulcata (Pfeffer, 1879) => Clio pyramidata Linnaeus, 1767
- Clio teschi McGowan, 1960 => Clio convexa (Boas, 1886)
- Clio urenuiensis Suter, 1917 † => Ireneia urenuiensis (Suter, 1917) †
- Clio vrazi Vasicek, 1949 † => Vaginella austriaca Kittl, 1886 †